# Fajansz

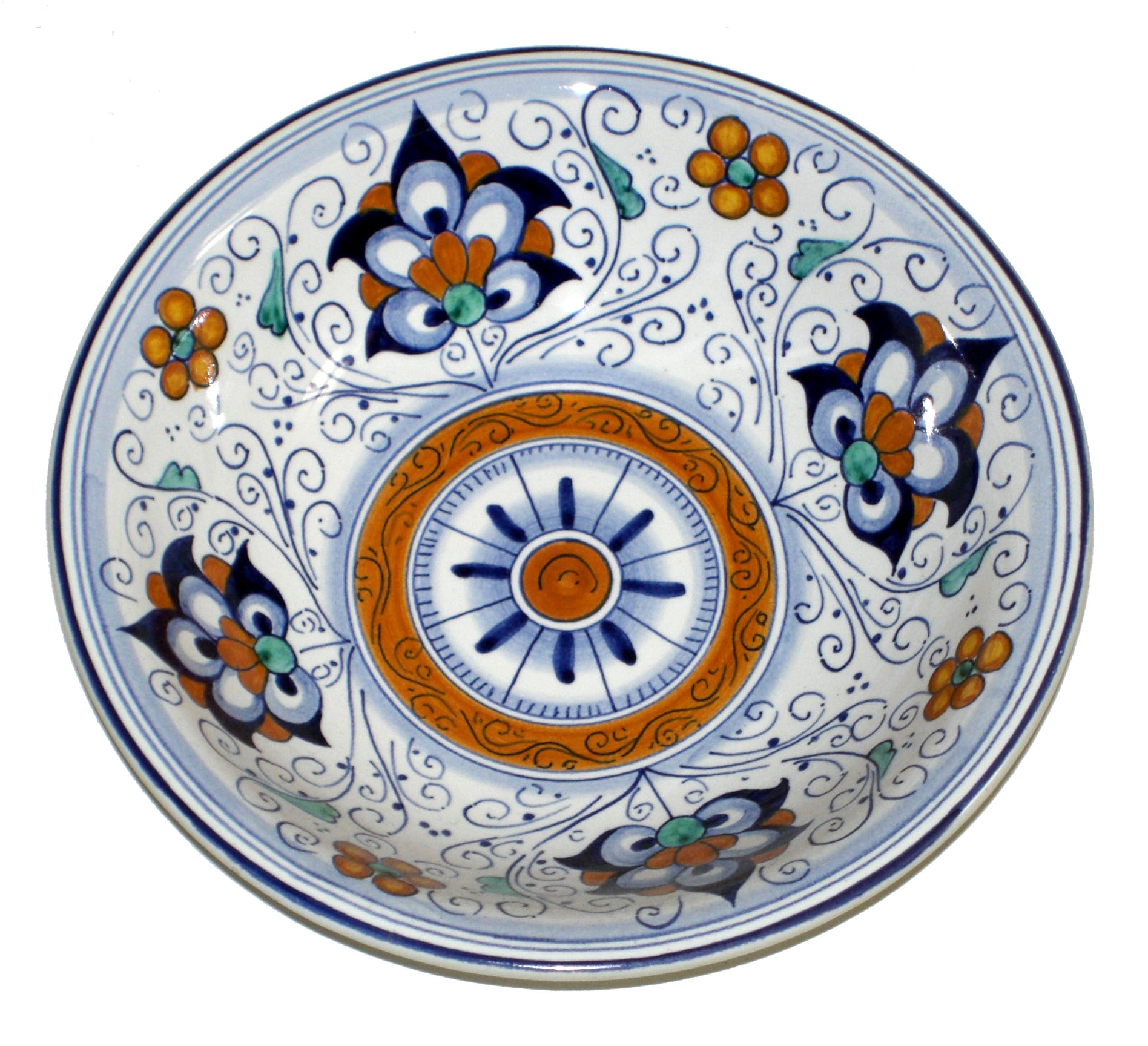
Finom, ónmázas cserépedény (majolika) hagyományos díszítéssel, Faenzából

A fajansz koronként eltérő jelentésű kerámia. A reneszánsz idején sárga cserepű, fedőmázas (ónmáz) edények neve. A szintén reneszánsz stílusban dolgozó habán fazekasok kerámiáit is fajansznak nevezzük. (Hasonló kerámia a majolika ami vörös cserepű, és Mallorca szigetéről kapta a nevét.) A fajansz a nevét az olasz Faenza városról kapta. Az agyagot korongon formálják, és terrakottára égetik. Az ónos máz az előzőleg kiégetett tárgyakra kerül.
A ókori egyiptomi művészetnél ezen kívül találkozhatunk az egyiptomi fajansz kifejezéssel is, amely azonban eltérő technikát jelöl. Az elnevezés nem egy technikára vonatkozik, az egyiptomi fajanszok többféle eljárással készültek. Közös sajátosságuk, hogy a máz a tárgy teljes felületét beborítja. (A mai kerámiatárgyak alja mázatlan, hogy égetés közben a mázas kerámia ne ragadjon a kemence aljához.)

## Története

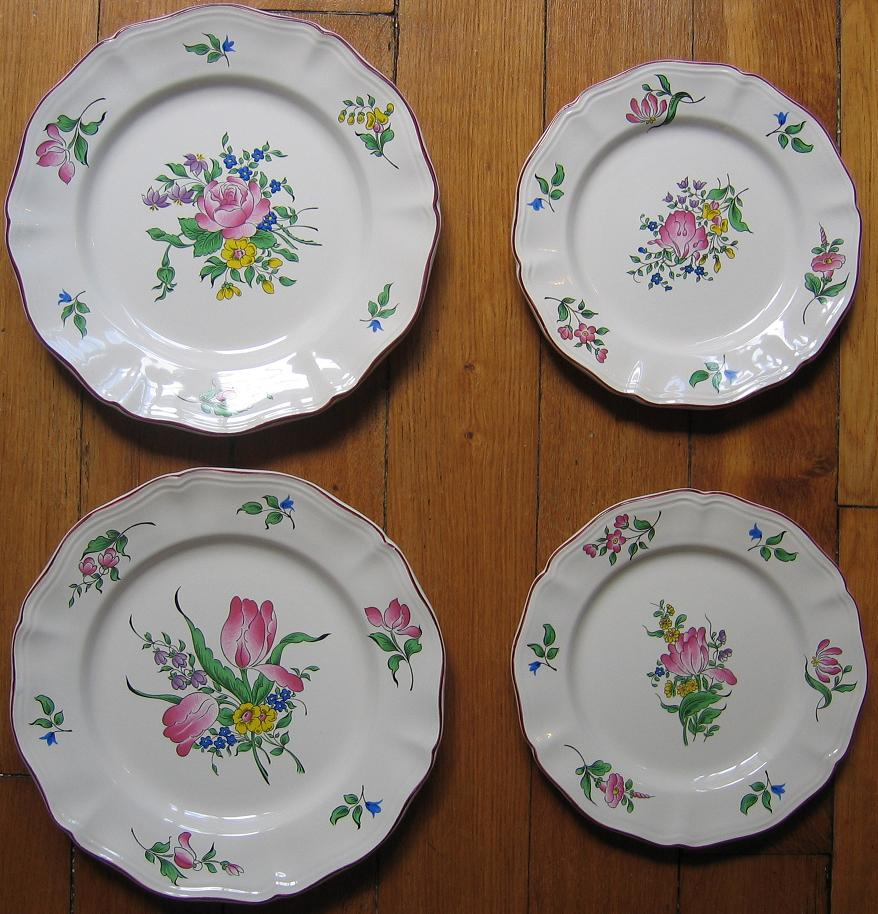
Fajanszok Lunéville-ből és Saint-Clémentből

A 10. században a perzsa kalifa egy több mint 2000 darabból álló porcelán kollekciót kapott ajándékba a kínai császártól. Az előkelőségeket éppúgy, mint a perzsa mestereket lenyűgözték a fehér alapon kék festéssel készült csillogó, élénk színű kerámiák. A felhasznált fehér színű agyag és a máz titkát nem sikerült ugyan megfejteniük, azonban teljesen más alapanyagok és égetési technika kikísérletezésével nagyon hasonló eredményre jutottak. Ez volt az ónmázas majolika. A bagdadi fazekasok termékei csakhamar közkedveltekké váltak egész Észak-Afrikában, eljutottak Spanyolországig, majd Itáliáig is. A kereskedés központja Mallorca szigete volt, innen a majolika elnevezés. Maguk a fazekasok is követték egy ideig a majolika útját, tőlük a helyiek ellesték a készítés tudományát, előbb Spanyolországban jöttek létre műhelyek, majd a mórok távozása után Itáliában, azon belül Szicílián, Derutában, Gubbióban és Faenzában, és a 16. századtól Umbriában élt tovább a tradíció. E fazekasközpontok azért tudtak éppen ezeken a helyeken létrejönni, mert itt mindenhol kiváló agyag, valamint a mázkészítéshez elengedhetetlen ásványok gazdag lelőhelye állt rendelkezésre. Ez tette lehetővé, hogy a messziről jött mesterek megtelepedjenek, a helyiekből a tehetségesebbek kitanulják a mesterséget, míg végül fazekasdinasztiák jöjjenek létre, lassanként több emberöltő tudását halmozva fel. A mesterek közül némelyek saját útra léptek, saját festési stílust és motívumvilágot hoztak létre, amely már alig mutatott hasonlóságot a geometrikus díszítésre épülő, emberábrázolást tiltó perzsa eredettel. Ám az alkalmazott technológia mindvégig szinte változatlan maradt, végül máshol is alkalmazni kezdték, például a Hollandiai Delftben, vagy a habánok Európa szerte.
A kerámiakészítés történetében az egyik nagy áttörés a fehér, festésre alkalmas bevonat kidolgozása volt, amit az tett lehetővé, hogy ón-oxidot kevertek az ólomalapú bevonathoz. A technikát a 9. század során fejlesztették ki Irán vagy a Közel-Kelet más területén.
A fajanszedények máza ón-ólom hamuból, homokból és konyhasóból készül, a kerámia festése történhet mázon és máz felett. A színező oxidokat illóolajjal keverik össze, és így viszik a tárgyra tollal és ecsettel. Már az ókori Egyiptomban használták az ónmázt. A középkori perzsa fajanszok legkedveltebb díszítése a fémfényben csillogó lüszteres máz. A török keramika elő szakasza az ún. Szeldzsuk-periódus, a 12. századtól a 14. századig tart. Az ónmáz megjelenése előtt agyag-, só- és ólommázat használtak az európai keramikaművességben. Az ólommáz a 13. században terjedt el Nyugat-Európában.

## Ipari fajansz
Más neveken, kőedény, fehércserép. A mai magyar nyelvhasználatban fajanszon olyan fehér színű finomkerámiát értünk, amely kaolinból, földpátból, kvarchomokból és képlékeny anyagokból készül. Bevonata bór- vagy ólomtartalmú fehér máz. 
A fajanszot 1200-1250 °C-on égetik ki fehérre. Egyenletes törésfelületű, de nem tömör, mint a porcelán, hanem attól porózusabb (10-14% porozitás). A sima felületet frittelt (hevítéssel olvasztott) máz felvitelével hozzák létre. Az ipari fajansz gyártása a 18. században kezdődött. Az ipari fajanszból előállított főbb termékekː háztartási edények, díszműáruk, egészségügyi (szaniter-) áruk falburkoló csempék.